# توموهيسا ناكاتا
توموهيسا ناكاتا (باليابانية: 中田 智久) (مواليد 11 مايو 1987)، هو لاعب كرة قدم كان يلعب كمدافع.

## وصلات خارجية
- توموهيسا ناكاتا على موقع عالم كرة القدم.نت (الإنجليزية)